# Sogni proibiti (film 1948)
Sogni Proibiti (Riff Raffy Daffy) è un film del 1948 diretto da Arthur Davis. È un cortometraggio animato della serie Looney Tunes, prodotto dalla Warner Bros. e uscito negli Stati Uniti il 27 novembre 1948. I protagonisti del cartone animato sono Daffy Duck e Porky Pig.